# Aunedonnacum
Entre deux révoltes gauloises survenues l'une en 27 av. J.-C. et l'autre en 21 ap. J.-C., les Romains fondent ex nihilo Aunedonnacum, actuelle Aulnay (Charente-Maritime), en y implantant un important camp militaire, un castrum, qu’ils ont édifié au carrefour de deux voies impériales et dans une région « frontalière » où l’antique forêt d’Argenson séparait les anciennes provinces des Pictons et des Santons.
Malgré sa présence éphémère, il joua à la fois un rôle stratégique en matière militaire et un rôle de carrefour routier qui a donné naissance à l’actuel bourg d’Aulnay-de-Saintonge, situé dans le nord-est du département de la Charente-Maritime.
C'est grâce au précieux concours de l'archéologie aérienne que ce site a pu être clairement identifié en 1976 par Jacques Dassié et contribuer à accroître sensiblement les connaissances sur la période gallo-romaine de la Charente-Maritime.

## Un rôle militaire stratégique mais bien éphémère
Le castrum d’Aunedonnacum a été édifié primitivement sur le versant sud d'un coteau envahi par une immense forêt de feuillus, l’antique sylve d’Argenson, qui s'étendait des rives de l'ancien Golfe des Pictons jusqu'à la haute vallée de la Charente. Le camp militaire est situé dans l'ancienne cité des Pictons, à la limite de celle des Santons, il occupe donc une zone "frontalière". Ce remarquable castrum était situé au lieu-dit « Rocheroux », à quelques centaines de mètres à l'ouest de l'église romane Saint-Pierre-d'Aulnay.
De plus, ce camp de légionnaires romains, qui est une création purement romaine et d'origine exclusivement militaire, s'étendait sur une surface de plus de 6 hectares. Ses dimensions sont bien connues : « Le camp dessinait un quadrilatère de 292 mètres (nord-sud) sur 217,5 mètres, entouré d'un double fossé sur une surface de 6,35 hectares et 5,4 hectares de surface interne ». Il fut édifié à l'époque de l'empereur Auguste et perdura bien au-delà du règne de Tibère.
Ces soldats étaient chargés de pacifier la région à la suite des révoltes qui avaient jailli dans l'Aquitaine augustéenne en 27 av. J.-C. - mais celle-ci fut durement réprimée par Messalla -  et en 21 ap. J.-C. qui eut lieu pendant le règne de Tibère. Leur stationnement "aux confins des cités des Pictons et des Santons laissait donc présumer que les troubles avaient agité la région". La présence de ce camp romain rappelait que ces soldats, issus d'un "détachement des légions rhénanes", étaient en place pour l'application de la Pax Romana, introduite sous le principat d'Auguste. Ils étaient chargés de garantir l’ordre dans la région nouvellement annexée, à la suite de la défaite d’Alésia, en 52 av. J.-C., et ils rappelaient la puissance militaire et l'autorité impériale de Rome, surtout depuis la toute  dernière révolte des Gaulois en 21 ap. J.-C. qui fut rapidement étouffée.
C'est clairement à dessein que ce camp a été implanté dans une zone "frontalière", qui séparait les tribus celtes des Pictons, au nord, et des Santons, au sud, et, qui plus est, était bordée par la profonde Forêt d’Argenson, vaste massif forestier pouvant servir de repaire pour organiser de  nouvelles séditions populaires.
Ainsi, l'installation de ce camp romain à l'orée de cette antique forêt n'est pas fortuite, elle répond également à des critères stratégiques évidents dont l'un était de veiller au carrefour des voies impériales où se trouvait le camp d'Aunedonnacum. En effet, la fonction première des voies impériales n'était pas de faciliter le transit commercial mais le déplacement rapide des légions romaines en temps de guerres, de soulèvements populaires ou autres insurrections. C'est la raison pour laquelle ces "voies qui étaient contrôlées par l'administration impériale" faisaient dire aux Gallo-romains qu'il s'agissait de "voies militaires".
La présence militaire des Romains dans la région « frontalière » entre les deux tribus celtes des Pictons et des Santons était assurée par une très importante garnison comprenant alors « deux mille hommes ». Les fossés du camp romain et les baraquements des soldats ont pu être détectés par la photographie aérienne effectuée en 1976 par Jacques Dassié. Leur présence exerçait un réel effet dissuasif sur toute la région, puisque aucune rébellion n'y a été signalée après la révolte de l'an 21.
La construction du camp romain fut réalisée d’après le modèle des camps romains de la conquête de la Germanie (le long de la Lippe) sous le principat d'Auguste, et également selon le modèle des camps de la rive gauche du Rhin (le limes), du fait de la présence attestée de légions déplacées de Magna Germania.
Ce camp militaire revêtait une réelle importance dans la région, également par la présence d’un cimetière militaire romain dont la découverte au XIXe siècle, lors de la réfection du sol de l'église, de trois stèles funéraires de légionnaires dont « l’absence de prénom dans le texte des épitaphes permet de les dater de l’époque d’Auguste ou du début du règne de Tibère ».
Après l’instauration de la Pax Romana qui avait largement contribué à pacifier la Civitas Santonum, qui deviendra plus tard la province de Saintonge, ce camp militaire fut abandonné vers l'an 43 ap. J.-C., c'est-à-dire pendant le règne pacifique de l'empereur Claude Ier. La démilitarisation de la province toucha également d’autres castrum romains comme celui de Pons.

## Un carrefour routier stratégique
L’importance d’Aunedonnacum en tant que station militaire est doublement confortée par son rôle de carrefour de voies impériales. Celles-ci sont largement attestées à l’époque gallo-romaine où le nom de ce vicus apparaît sur les cartes routières de l’époque. Ainsi, le nom d’Aunedonnaccum figure-t-il dans l'itinéraire d'Antonin et il paraît sous une orthographe légèrement modifiée sous le  nom d’Auedonnaco sur la Table de Peutinger.
Ceci démontre qu’il s’agissait d’une cité gallo-romaine très fréquentée, étant tout d’abord située sur l'importante voie romaine impériale entre Mediolanum Santonum et Limonum, édifiée fort probablement pendant le principat d'Auguste, et entre Mediolanum Santonum et Lugdunum via Augustoritum avant qu'une voie plus directe, la Via Agrippa, ne soit tracée. Cette dernière sera en effet construite pour relier directement Lugdunum à Mediolanum Santonum dans la première partie du Ier siècle, en mémoire d’Agrippa, corégent de la Gaule et gendre d’Auguste. Cette nouvelle voie délaissera alors le camp romain d’Aunedonnacum, surtout après sa fermeture. Elle fut achevée en 18 ap. J.-C. ou 19 ap. J.-C. lors de l'inauguration du célèbre Arc de Germanicus à Mediolanum Santonum.
Cependant, avant que l'ancienne voie romaine qui reliait directement Aunedonnacum à Augustoritum ne soit concurrencée par la nouvelle Via Agrippa, celle-ci figurait sur des cartes antiques romaines car elle desservait des agglomérations importantes comme Cassinomagus et S(G)ermanicomagus, cité étape gallo-romaine où certains prétendent qu'elle aurait pu se trouver au théâtre gallo-romain des Bouchauds. Toutefois, le site de la Terne sur la commune de Luxé dans ce même département et qui, elle, se trouve bien sur le tracé de la voie passant par Auedonnaco et sur la bonne rive pourrait se révéler être le bon site.
Mais, pour Auguste-François Lièvre, cette voie entre Limoges et Aulnay est complètement imaginaire, au moins à l'ouest de la Terne, qui était bien reliée à l'est par Mansle, La Tâche, et Chasseneuil à la voie de Chassenon,.

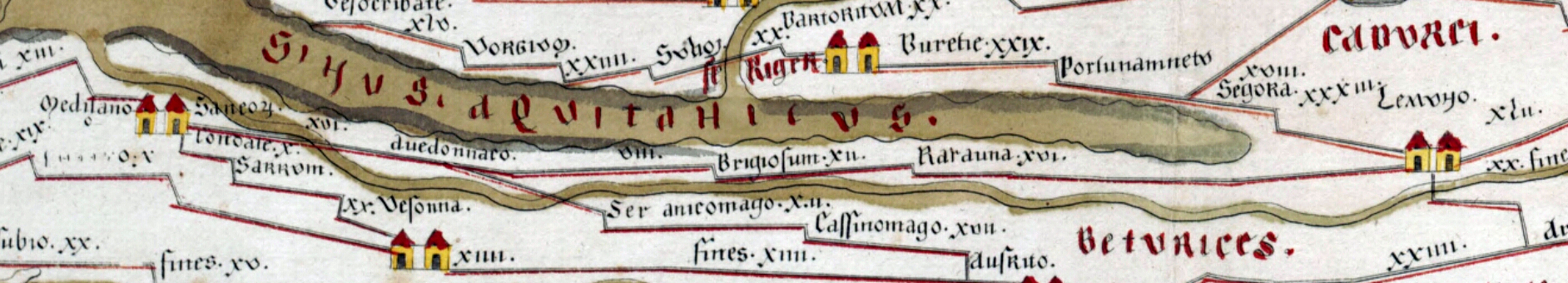
Extrait de la table de Peutinger où Aulnay figure sous le nom Auedonnaco.

La Table de Peutinger, qui est un document du XIIIe siècle, reprend les éléments cartographiques d'une antique carte routière datant du IIIe siècle et sur laquelle cette antique voie, appelée Via Agrippa, mentionne en lieues gallo-romaines les distances séparant chaque agglomération depuis Augustoritum jusqu'à Mediolanum Santonum via Aunedonnacum. Les données cartographiques sont d'une surprenante précision et ne mentionnent que des agglomérations importantes qui sont les suivantes :
- - Augustoritum - Cassinomagus : 17 lieues (37,5 km).
  - Cassinomagus - Sermanicomagus : 17 lieues ou 22 lieues (37,5 km ou 49 km).
  - Sermanicomagus - Aunedonnacum : pas de données.
  - Aunedonnacum - Mediolanum Santonum : 16 lieues (35,5 km).

Le rôle de carrefour routier d'Aunedonnacum fut maintenu  pendant le Haut Empire romain, mais seule la voie Saintes-Poitiers garda une réelle importance dans la suite des temps, notamment au Moyen Âge, étant connue par les habitants de la région comme le « chemin des Romains ». Un témoignage ultérieur relevant de l’époque classique affirme que « la route de Saintes à Aunay, laquelle passe par Brisembourg, Ecoyeux & Varaize, est encore regardée par les habitans du pays, comme un chemin des Romains ; aussi ai-je reconnu en le suivant, quelques restes de chaussées, qui m’ont paru tenir de la construction ancienne. On peut encore ajouter à ces raisons, la ressemblance du terme ancien latin Aunedonacum, avec le terme François actuel, Aunay. ».
Si "il est avéré aujourd'hui que le camp militaire d'Aulnay voisinait avec une communauté d'indigènes", Aunedonnacum devint dès lors un lieu de foires et de marchés que facilitait grandement son rôle de carrefour routier qui, plus est, était situé au cœur d'une région agricole et forestière aux productions variées. Il est aisé d'y voir un lieu de rassemblement à la frontière des deux peuples celtes, dont à l'époque gallo-romaine, des foires périodiques assuraient l'animation et la prospérité. Cette fonction commerciale est renforcée par le rôle religieux que le vicus développe dès cette époque. En effet, la présence d'un très grand temple "au plan centré caractéristique", au cœur du vicus, faisait d'Aunedonnacum un centre cultuel et spirituel déjà très fréquenté, préludant les grands pèlerinages du Moyen Âge et la magnifique église romane actuelle.
Organisé en vicus, Aunedonnacum est en effet pourvu d’un temple gallo-romain polygonal, un fanum, situé à l’intersection des routes selon les règles urbanistiques des Romains et qui se retrouvent dans toutes les cités gallo-romaines de la Civitas Santonum comme à Mediolanum Santonum, Novioregum, Pons. La photographie aérienne de 1976 a révélé l'existence de ce fanum monumental à cella polygonale et péribole et à galerie octogonale, dont les fouilles archéologiques se sont poursuivies jusqu'en 2007.

## Pour approfondir